# Vespiodes ruficeps
Vespiodes ruficeps är en tvåvingeart som beskrevs av Hesse 1969. Vespiodes ruficeps ingår i släktet Vespiodes och familjen Mydidae.
Artens utbredningsområde är Zimbabwe. Inga underarter finns listade i Catalogue of Life.